# 451 Patientia
451 Patientia је астероид главног астероидног појаса са пречником од приближно 224,96 km.
Афел астероида је на удаљености од 3,295 астрономских јединица (АЈ) од Сунца, а перихел на 2,821 АЈ.
Ексцентрицитет орбите износи 0,077, инклинација (нагиб) орбите у односу на раван еклиптике 15,222 степени, а орбитални период износи 1953,836 дана (5,349 година).
Апсолутна магнитуда астероида је 6,65 а геометријски албедо 0,076.
Астероид је откривен 4. децембра 1899. године.